# La Sainte Famille aux trois lièvres
La Sainte Famille aux trois lièvres est une gravure sur bois (39,5 × 28,5 cm) d'Albrecht Dürer, datable vers 1498 et conservée, parmi les meilleures copies existantes, à la Staatliche Kunsthalle Karlsruhe.

## Histoire
L'œuvre, signée du monogramme de l'artiste en bas au centre, date de 1498, lorsque Dürer travaille à Nuremberg comme graveur.

## Description et style
Dans un paysage qui se perd au loin, Marie tient l'Enfant dans ses mains comme pour le montrer au spectateur, tandis que Joseph, habillé comme un villageois nordique, veille un peu en arrière, sur la droite. En bas, on voit les trois lièvres qui donnent leur nom à la composition, dont l'un semble chercher refuge auprès de la « pierre » du Christ, tandis qu'en haut deux anges volants tiennent la couronne au-dessus de Marie, motif dérivé de la peinture flamande.
La Sainte Famille est représentée dans un hortus conclusus (jardin clos), symbolisant la virginité perpétuelle de Marie. L'Enfant Jésus lit ce qui est très probablement un livre des Saintes Écritures, représentant son lien étroit avec la parole de Dieu, non seulement parce que dans le christianisme, il accomplit la prophétie de l'Ancien Testament d'un messie, mais aussi parce que dans certaines traditions chrétiennes, Jésus est décrit comme la « parole de Dieu ».
Le thème est presque identique à celui de la La Sainte Famille au papillon, mais avec quelques avancées. Malgré la prédilection reconnaissable pour le mouvement exagéré des plis, les figures ont une monumentalité décisive. Le riche arrière-plan du paysage et les plantes dessinées à côté ou au-dessus du siège herbeux sont nouveaux dans l'art de la gravure sur bois.